# Flupentixol
Flupentixol, também vendido sob os nomes comerciais, como Depixol ou Fluanxol, é um antipsicótico típico droga da classe dos tioxantenos. Foi introduzido em 1965 pela Lundbeck. Também está disponível como medicamento composto contendo flupentixol e melitraceno (um antidepressivo tricíclico). Flupentixol não está aprovado para uso nos Estados Unidos. No entanto, é aprovado para uso no Reino Unido, Austrália, Canadá, Rússia, África do Sul, Nova Zelândia, Filipinas e em vários outros países.

## Usos médicos
O principal uso do flupentixol é através de injeção de ação prolongada administrada uma vez a cada duas ou três semanas em indivíduos com esquizofrenia, especialmente aqueles que apresentam baixa adesão à terapia medicamentosa e sofrem recaídas frequentes da doença, embora também seja administrado na forma de comprimido. Existem poucas evidências formais que apoiam o uso do flupentixol para esta indicação, mas tem sido usado por mais de cinquenta anos.
O flupentixol também é usado em doses baixas como antidepressivo. Algumas evidências indicam que o flupentixol reduz a taxa de lesões autoprovocadas, entre pacientes que se autoflagelam repetidamente.

## Efeitos adversos

### Incidência de efeitos adversos

#### Efeitos adversos comuns (incidência > 1%)
- Efeitos colaterais extrapiramidais, que geralmente se tornam aparentes logo após o início da terapia ou logo após um aumento na dose, tais como: [2][3][13][14]
  - Rigidez muscular
  - Hipocinesia
  - Hipercinesia
  - Parkinsonismo
  - Tremor
  - Acatisia
  - Distonia

- Outros efeitos adversos comuns incluem:
  - Boca seca
  - Constipação
  - Hipersalivação - salivação excessiva
  - Visão embaçada
  - Diaforese - sudorese excessiva
  - Náusea
  - Tontura
  - Sonolência
  - Inquietação
  - Insônia
  - Hiperatividade
  - Dor de cabeça
  - Nervosismo
  - Fadiga
  - Mialgia
  - Hiperprolactinemia e suas complicações, tais como: ( agudamente )
  - Disfunção sexual
  - Amenorréia - cessação dos ciclos menstruais
  - Ginecomastia - aumento do tecido mamário em homens
  - Galactorréia - a expulsão do leite materno não relacionada à amamentação ou gravidez
  - Redução da densidade mineral óssea levando à osteoporose
  - Infertilidade
  - Dispepsia - indigestão
  - Dor abdominal
  - Flatulência
  - Congestão nasal
  - Poliúria - urinar mais do que o normal

#### Efeitos adversos incomuns (incidência de 0,1–1%)
- Desmaio
- Palpitações

#### Efeitos adversos raros (<0,1% de incidência)
- Discrasias sanguíneas (anormalidades na composição celular do sangue), como:
- Agranulocitose - uma queda na contagem de glóbulos brancos que deixa um vulnerável a infecções potencialmente fatais
- Neutropenia - uma queda no número de neutrófilos (glóbulos brancos que lutam especificamente contra bactérias) no sangue
- Leucopenia - uma queda menos severa na contagem de glóbulos brancos do que agranulocitose
- Trombocitopenia - uma queda no número de plaquetas no sangue. As plaquetas são responsáveis pela coagulação do sangue e, portanto, isso leva a um aumento do risco de hematomas e outros sangramentos
- Síndrome neuroléptica maligna - uma condição potencialmente fatal que parece resultar do bloqueio do receptor D 2 central. Os sintomas incluem:
  - Hipertermia
  - Rabdomiólise
  - Instabilidade autonômica (por exemplo, taquicardia, diarreia, diaforese, entre outros)
  - Alterações do estado mental (por exemplo, coma, agitação, ansiedade, confusão, entre outros)

#### Efeitos adversos de incidência desconhecida
- Icterícia
- Resultados de testes de função hepática anormais
- Discinesia tardia - um distúrbio do movimento frequentemente incurável que geralmente resulta de anos de tratamento contínuo com medicamentos antipsicóticos, especialmente antipsicóticos típicos como o flupentixol. Apresenta movimentos repetitivos, involuntários, sem propósito e lentos; pode ser desencadeada por uma redução rápida da dose de qualquer antipsicótico.
- Hipotensão
- Estado confusional
- Convulsões
- Mania
- Hipomania
- Depressão
- Afrontamento
- Anergia
- Mudanças de apetite
- Mudanças de peso
- Hiperglicemia - níveis elevados de glicose no sangue (açúcar)
- Tolerância anormal à glicose
- Prurido - coceira
- Erupção cutânea
- Dermatite
- Fotossensibilidade - sensibilidade à luz
- Crise oculogírica
- Desordem de acomodação
- Distúrbio do sono
- Concentração prejudicada
- Taquicardia
- Prolongamento do intervalo QT - uma anormalidade na atividade elétrica do coração que pode levar a alterações potencialmente fatais no ritmo cardíaco
- Torsades de Pointes
- Miose - constrição da pupila do olho
- Íleo paralítico - paralisia dos músculos do intestino levando a constipação severa, incapacidade de passar o vento, etc.
- Midríase
- Glaucoma

### Interações medicamentosas
Não deve ser usado em conjunto com medicamentos conhecidos por prolongar o intervalo QT (por exemplo, antagonistas 5-HT3, antidepressivos tricíclicos, citalopram, entre outros), pois isso eleva o risco de prolongamento do intervalo QT.  Também não deve ser administrado concomitantemente com lítio, pois pode aumentar o risco de toxicidade do lítio e provocar síndrome neuroléptica maligna. Não deve ser administrado concomitantemente com outros antipsicóticos devido ao potencial de aumento de efeitos colaterais, especialmente efeitos colaterais neurológicos, como os efeitos extrapiramidais e a síndrome neuroléptica maligna. Deve ser evitado em pacientes que fazem uso de outros depressores do SNC, como opioides, álcool e barbitúricos.

### Contraindicações
Não deve ser administrado nos seguintes casos:
- Feocromocitoma
- Tumores dependentes de prolactina, como prolactinomas hipofisários e câncer de mama
- Síndrome do QT longo
- Coma
- Colapso circulatório
- Dano cerebral subcortical
- Discrasia sanguínea
- Mal de Parkinson
- Demência com corpos de Lewy

## Farmacologia

### Farmacodinâmica
Perfil de ligação aos receptores
| Proteína | cis-flupentixol | trans-flupentixol |
| -------- | --------------- | ----------------- |
| 5-HT1A   | 8028            | -                 |
| 5-HT2A   | 87,5 (HFC)      | -                 |
| 5-HT2C   | 102,2 (RC)      | -                 |
| mAChRs   | Neg.            | Neg.              |
| D1       | 3,5             | 474 (MB)          |
| D2       | 0,35            | 120               |
| D3       | 1,75            | 162,5             |
| D4       | 66,3            | > 1000            |
| H1       | 0,86            | 5,73              |

Siglas usadas:
- HFC - receptor do córtex frontal humano
- MB - receptor de cérebro de camundongo
- RC - receptor de rato clonado

Os efeitos antipsicóticos do flupentixol provavelmente são causados pelo antagonismo do receptor D2 e/ou 5-HT2A, enquanto seus efeitos antidepressivos em doses mais baixas podem ser mediados pelo bloqueio dos receptores D2/D3, resultando em aumento da ativação pós-sináptica.